# Edelaysen
Edelaysen (Empresa Eléctrica de Aisén S.A) es una empresa de generación y distribución de energía eléctrica situada en la provincia de Palena, Región de los Lagos y en la Región de Aysén, Chile.
La zona de distribución de la energía se concentra en las cuatro provincias de la región de Aysén: Aysén, Capitán Prat, Coyhaique y General Carrera. Posee un tendido estimado en 3 182 km de líneas eléctricas
De acuerdo a su página web, la empresa genera 140 GWh, de los cuales, 99 GWh provienen desde energías renovables, esencialmente por sus proyectos de sustentabilidad basados en la instalación de parques eólicos en la región de Aysén. Dentro su matriz energética poseen centrales hidroeléctricas, termoeléctricas, eólicas y fotovoltaicas.

## Historia
La empresa fue fundada en 1981 como una filial de la Empresa Nacional de Electricidad S.A. (ENDESA), antes de haber sido privatizada, siendo posteriormente transferida a la Corporación de Fomento de la Producción (CORFO) en 1988. En 1998, CORFO licita el 90 % de la compañía, siendo adjudicada a SAESA, quienes en 2000 compraron el resto de la participación de CORFO (1,56 %) para poseer el 91,67 % de propiedad de la empresa.
En 2001 instalaron el primer parque eólico de Chile llamado Alto Baguales, destinado a la generación eléctrica para complejos industriales.